# Anne de Xainctonge
Anne de Xainctonge (Dijon, 21 de novembre de 1567 - Dole, 8 de juny de 1621) fou una religiosa francesa, fundadora de les Religioses de la Companyia de Santa Úrsula de Dole. Ha estat proclamada venerable per l'Església catòlica.

## Biografia
Anne nasqué en una família aristocràtica: era filla d'un conseller del Parlament de Dijon. Va conèixer els jesuïtes de Dijon i va pensar de crear un institut similar que ensenyés les nenes. Tot i que n'havia alguns a França, totes eren congregacions i ordes femenins de clausura, dedicades a la formació de noies nobles i de bona família. Xainctonge volia que el seu institut fos format per una comunitat de docents que visquessin cristianament, segons l'Evangeli, però sense fer vots o viure en clausura, a la manera de les ursulines d'Àngela Merici.
A França, les comunitats ursulines adoptaven la Regla de Sant Agustí i vivien en comunitat monàstiques. Xainctonge marxà a Dole, possessió espanyola, i hi fou autoritzada a fundar una confraria d'ursulines seculars segons la regla de la comunitat de Tournon, que derivava de la de les ursulines de Ferrara.
Després de fundar l'escola de Dole, Xainctonge fundà altres set i morí als 53 anys, en 1621.
El 24 de novembre de 1900 se n'incoà la causa de canonització. El 14 de maig de 1991 fou promulgat el decret de virtuts heroiques d'Anne de Xainctonge i fou proclamada venerable, continuant-ne el procés per a la beatificació.